# Церковь объединения и основные течения христианства
Отношения между Церковью объединения и основными течениями христианства были отмечены конфликтом и несогласием, также как и сотрудничеством в разные времена. Церковь объединения была основана Мун Сон Мёном в 1954 году. Согласно Справочнику капеллана, изданному Министерством армии США его учение основано на Библии, хотя включает в себя новые толкования, не встречающиеся основных течениях христианства. К основным течениям христианства относятся те христианские церкви, которые следуют Никейскому Символу веры, включая Римскую католическую, Восточную Православную, и большинство протестантских церквей.
Церковь объединения в Корее некоторыми протестантскими церквями называется еретической, включая ту пресвитерианскую церковь, которую Мун посещал до проповеднической деятельности. В США некоторыми экуменическими организациями Церковь объединения была отвергнута как нехристианская. Основными причинами были не теологические, а политические причины — в особенности, когда церковь Муна работала в Северной Корее, где коммунистические власти поощряли межрелигиозную вражду. Некоторые специалисты утверждают, что основную критику в христианстве вызывали особенности трактования Церковью объединения Библии в конттексте отрицания буквального Второго Пришествия Христа. Христианские толкователи Библии критикуют учение Церкви объединения также за то, что оно противоречит концепции sola fide.
В 1974 году Мун основал Теологическую Семинарию Объединения в Берритауне, Нью-Йорк, отчасти чтобы улучшить отношения Церкви объединения с христианскими церквями. Профессора из других деноминаций, включая методистского священнослужителя, пресвитерианского, римско-католического священнослужителей, а также раввины, были наняты, чтобы обучать религиоведению студентов, которые воспитывались как лидеры Церкви объединения.
В 1982 году Мун был лишён свободы в США после признания виновным присяжными в сознательной подаче неверной налоговой декларации (См. Правительство США против Мун Сон Мёна). Его последователи развернули PR-кампанию. Буклеты, письма и видеокассеты были разосланы примерно 3000 христианским лидерам в США. Многие подписали петицию в знак протеста правительственному делу. Среди американских христианских лидеров, выступавших в защиту Муна, были консервативный Джерри Фалуэлл, лидер политической партии Морал Маджорити (англ. Moral Majority), и либерал Джозеф Лоуэри, глава Конференции южного христианского руководства. Среди остальных, протестующих против правительственного преследования Муна был Харви Кокс, профессор богословия в Гарварде и Юджин Маккарти, сенатор США и бывший кандидат в президенты США от Демократической партии.
В 1994 году Церковь объединения имела около 5000 последователей в России и подверглась критике со стороны Русской православной церкви.
В 2001 году мир облетела сенсация, когда католический архиепископ Лусаки Эммануэль Милинго и Мария Сонг, 43-летняя корейская акупунктуристка, поженились на Церемонии благословения Церкви Объединения, проводимой Преподобным Муном и его женой. После этого случая Ватикан созвал собор, на котором рассматривалась возможность для нарушивших обет безбрачия священнослужителей высших чинов, число которых насчитывает около 150000 по всему миру, вернуться в лоно церкви. Милинго выступает за отмену целибата для католических священников. Он является основателем организации Женатые священники сегодня!. Архиепископ Джордж Августус Столлингс, тоже бывший католический священник, основавший свою Афроамериканскую католическую конгрегацию, также является сторонником организации.

## Примечание
1. ↑  Massimo Introvigne. The Unification Church. — Signature Books, 2000. — 69 с. — ISBN 978-1-56085-369-5. Архивировано 14 ноября 2023 года.
2. ↑  Religious Requirements and Practices of Certain Selected Groups: A Handbook for Chaplains, By U. S. Department of the Army, Published by The Minerva Group, Inc., 2001. — P. 1-42. ISBN 0898756073, ISBN 9780898756074
3. ↑  «The Nicene Creed is the profession of the Christian Faith common to the Catholic Church, to all the Eastern Churches separated from Rome, and to most of the Protestant denominations.» The Nicene Creed Архивная копия от 17 апреля 2016 на Wayback Machine // The Catholic Encyclopedia, Volume XI. — New York: Robert Appleton Company, 1911.
4. ↑  «Christian statement of faith that is the only ecumenical creed because it is accepted as authoritative by the Roman Catholic, Eastern Orthodox, Anglican, and major Protestant churches.»  Nicene Creed Архивная копия от 19 марта 2006 на Wayback Machine // Encyclopædia Britannica, 2007.
5. ↑  George D. Chryssides (University of Wolverhampton, U.K.) Unifying or Dividing? Sun Myung Moon and the Origins of the Unification Church Архивная копия от 18 октября 2020 на Wayback Machine // CESNUR, 2003
6. ↑  Daske, D. and Ashcraft, W. New Religious Movements, New York: New York University Press, 2005. — P.142 ISBN 0814707025
7. ↑  J. Isamu Yamamoto, Unification Church, Grand Rapids, Michigan: Zondervan Press, 1995. — P.40 ISBN 0310703816
8. ↑  Yamamoto, J. I., 1995, Unification Church, Grand Rapids, Michigan: Zondervan Publishing House ISBN 0-310-70381-6 (Excerpt: Архивировано 10 февраля 2012 года.) «1. The Unification Theological Seminary

a. The Unification Church has a seminary in Barrytown, New York called The Unification Theological Seminary.

b. It is used as a theological training center, where members are prepared to be leaders and theologians in the church.

c. Since many people regard Moon as a cult leader, there is a false impression that this seminary is academically weak.

d. Moon’s seminary, however, has not only attracted a respectable faculty (many of whom are not members of his church), but it also has graduated many students (who are members of his church) who have been accepted into doctoral programs at institutions such as Harvard and Yale.»
9. ↑  Leo Sandon Jr. Korean Moon: Waxing or Waning Архивная копия от 16 февраля 2012 на Wayback Machine //Theology Today, July 1978, «The Unification Church purchased the estate and now administers a growing seminary where approximately 110 Moonies engage in a two-year curriculum which includes biblical studies, church history, philosophy, theology, religious education, and which leads to a Master of Religious Education degree.»
10. ↑  Helm, S. Divine Principle and the Second Advent Архивировано 21 сентября 2008 года. // Christian Century May 11, 1977 «In fact Moon’s adherents differ from previous fringe groups in their quite early and expensive pursuit of respectability, as evidenced by the scientific conventions they have sponsored in England and the U.S. and the seminary they have established in Barrytown, New York, whose faculty is composed not of their own group members but rather of respected Christian scholars.»
11. ↑  K. Gordon Neufeld Where have all the Moonies gone? Архивировано 30 июля 2012 года. // First Things, March 2008, «While I was studying theology, church history, and the Bible—taught by an eclectic faculty that included a rabbi, a Jesuit priest, and a Methodist minister—most of my young coreligionists were standing on street corners in San Francisco, Boston, and Miami urging strangers to attend a vaguely described dinner.»
12. ↑  Rodney Sawatsky Dialogue with the Moonies Архивная копия от 11 декабря 2008 на Wayback Machine // Theology Today, April 1978. «Only a minority of their teachers are Unification devotees; a Jew teaches Old Testament, a Christian instructs in church history and a Presbyterian lectures in theology, and so on. Typical sectarian fears of the outsider are not found among Moonies; truth is one or at least must become one, and understanding can be delivered even by the uninitiated.
13. ↑  The Unification Church Aims a Major Public Relations Effort at Christian Leaders Архивная копия от 11 февраля 2021 на Wayback Machine // Christianity Today April 19, 1985.
14. ↑  Introvigne, Massimo The Unification Church Studies in Contemporary Religion.  — Salt Lake City, Utah: Signature Books, ISBN 1-56085-145-7
15. ↑  Raspberry, William, «Did Unpopular Moonie Get a Fair Trial?» // Washington Post, April 19, 1984
16. ↑  Phillip Charles Lucas, Thomas Robbins. New Religious Movements in the Twenty-first Century: Legal, Political, and Social Challenges in Global Perspective. — Psychology Press, 2004. — 378 с. — ISBN 978-0-415-96576-7. Архивировано 14 ноября 2023 года.
17. ↑  Pope to hold summit on married priests Архивная копия от 18 октября 2012 на Wayback Machine // MSNBC
18. ↑  Dennis Michael Doyle, Timothy J. Furry, Pascal D. Bazzell. Ecclesiology and Exclusion: Boundaries of Being and Belonging in Postmodern Times. — Orbis Books, 2012. — С. 157. — 345 с. — ISBN 978-1-60833-217-5. Архивировано 14 ноября 2023 года.
19. ↑  Peter Clarke. Encyclopedia of New Religious Movements. — Routledge, 2004-03. — 839 с. — ISBN 978-1-134-49970-0. Архивировано 14 ноября 2023 года.

### Христианство
- Библия. Синодальный перевод 1912 г. М., 1968.
- Alexandrian Christianity: Selected Translations of Clement and Origine. The Library of Christian Classics. Vol. 2. Introduction and Notes by John Ernest Leonard Oulton. Philadelphia: Westminster Press, 1954.
- Ambrose. Seven Exegetical Works. Fathers of the Church, vol. 65. Translated by Michael P. McHugh. Washington, DC: Catholic University of America Press, 1992.
- Boethius. The Consolation of Philosophy. Translated by V.E. Watts. Baltimore, MD: Penguin Books, 1969.
- Catherine of Siena. In Heritage of Western Civilization, Volume 1: Ancient Civilizations and the Emergence of West. 6th ed. By John L. Beatty and Oliver A. Johnson. Englewood Cliffs, NJ: Prentice Hall, 1987.
- Gilby, Thomas, trans. St. Thomas Aquinas: Philosophical Texts. Oxford: Oxford University Press 1951.
- Godwin, Joscelyn. Harmony of the Spheres. Rochester, VT: Inner Traditional International, 1993.
- Graham, Billy. The Courage of Conviction. Edited with an introduction by Phillip L. Berman. Ballantine, 1986.
- Hall, George Stuart. Gregory of Nyssa: Homilies on Ecclesiastes; An English Version With Supporting Studies. Walter DeGruyter, 1993.
- Hildegard of Bingen. Scivias. In Creation and Christ: The Wisdom of Hildegard of Bingen. Translated by Columba Hart and Jane Bishop. Edited by Kathleen A. Walsh. New York: Paulist Press, 1996.
- Kempis, Thomas a. Imitation of Christ. Milwaukee: Bruce Publishing Company, 1949.
- Kempis, Thomas a. Imitation of Christ. Translated by Aloysius Croft Harold Bolton. Digitized by Harry Plantinga. 1994.
- King, Martin Luther, Jr. Strength to Love. Philadelphia: Fortress Press, 1963.
- King, Martin Luther, Jr. Where Do We Go from Here: Chaos or Community? New York: Harper and Row, 1967.
- Luther, Martin. The Large Catechism. In Trigot Concordia: The Symbolical Books of the Evangelical Lutheran Church. Translated by F. Bente and W. H. T. Dau. St. Louis, MO: Concordia Publishing House, 1921.
- Music in the Western World: A History in Documents. Selected and annotated by Piero Weiss and Richard Taruskin. Schirmer, 1984.
- Perry, Marvin, Joseph R. Peden, and Theodore H. Von Laue. Sources of the Western Tradition, Volume One: From Ancient Times to the Enlightenment. 4th ed. Boston: Houghton Mifflin Company, 1999.
- Saint Ambrose. Letters. Translated by Mary Melchior Beyenka. The Fathers of the Church, vol. 26. Washington, DC: Catholic University of America Press, 1954.
- Saint Augustine. Confessions. Translated by J. G. Pilkington. Excerpted from Nicene and Post-Nicene Fathers. Series 1, Vol. 1. Edited by Philip Schaff. American Edition, 1887.
- Saint Augustine. The City of God, Books VIIIXVI. Fathers of the Church, vol. 14. Translated by Gerald G. Walsh and Daniel J. Honan. Washington, DC: Catholic University of America Press, 1952.
- Saint Augustine. The City of God, Books XVIIXXII. Fathers of the Church, vol. 24. Translated by Gerald G. Walsh and Daniel J. Honan.  Washington, DC: Catholic University of America Press, 1954.

### Церковь объединения
- Mickler, Michael L.. (2023). The Unification Church Movement. N.p.: Cambridge University Press.
- Moon, Sun Myung. Cheon Seong Gyeong. Prepared by the Family Federation for World Peace and Unification. Seoul: Seong Hwa Press, 2005.
- Moon, Sun Myung. Ch’eongnyeon-e Kalgil [The Way of Young People]. Seoul: Holy Spirit Association for the Unification of World Christianity, 1991.
- Moon, Sun Myung. Ch’ukbok-gwa Isang Kajan [Blessing and Ideal Family]. Prepared by the Family Federation for World Peace and Unification. Seoul: Seong Hwa Press, 1998.
- Moon, Sun Myung. Ddeut Gil [The Way of God’s Will]. Prepared by the Family Federation for
- World Peace and Unification. Seoul: Seong Hwa Press, 1997.
- Moon, Sun Myung. God’s Will and the World. New York: Holy Spirit Association for the Unification of World Christianity, 1980.
- Moon, Sun Myung. Hananim-ui Ddeut-gwa Segye [God’s Will and the World]. Prepared by the Family Federation for World Peace and Unification. Seoul: Seong Hwa Press, 1990.
- Moon, Sun Myung. Jisang Saenghwal-gwa Yoenggye [Earthly Life and the Spirit World]. 2 vols. Seoul: Holy Spirit Association for the Unification of World Christianity, 2000.
- Moon, Sun Myung. Moon Sun Myung Seonsaeng Malseum Seonjip [Sermons of the Reverend Sun Myung Moon]. 400+ volumes. Seoul: Seong Hwa Press, 1984.
- Moon, Sun Myung. Nam Bok Tongil [The Way of Unification of North and South Korea]. Seoul: Holy Spirit Association for the Unification of World Christianity, 1988.
- Moon, Sun Myung. Prayers: A Lifetime of Conversation with Our Heavenly Father. New York: HSA-UWC, 2000.
- Exposition of the Divine Principle. New York: Holy Spirit Association for the Unification of World Christianity, 1996
- Moon, Sun Myung, 2009, As a Peace-Loving Global Citizen. Gimm-Young Publishers ISBN 0-7166-0299-7
- Божественный принцип. Ассоциация святого духа за объединение мирового христианства. — 1997. — 450 с